# Elisabeth-Sophien-Koog

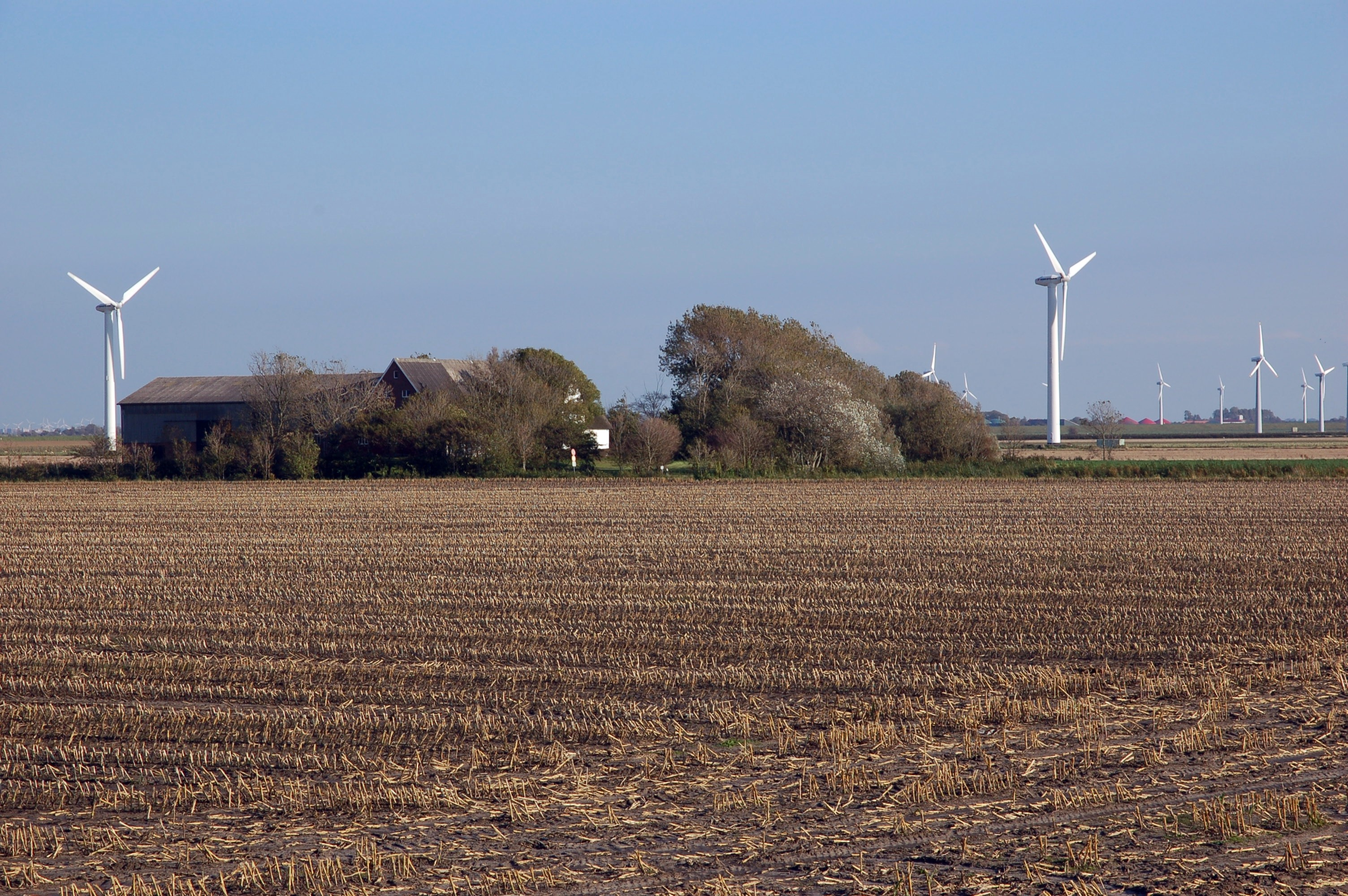

Elisabeth-Sophien-Koog is een gemeente in de Duitse deelstaat Sleeswijk-Holstein, en maakt deel uit van de Kreis Noord-Friesland. Elisabeth-Sophien-Koog ligt op het eiland Nordstrand en is naast Nordstrand de enige gemeente op dit eiland. Elisabeth-Sophien-Koog telde op de peildatum  van de meest recente statistiek 50 inwoners.

## Geschiedenis
Na een overstroming van Nordstrand in 1634 gaf koning Frederik III van Denemarken landerijen met privileges aan vier Nederlanders onder voorwaarde dat ze de dijken zouden herstellen. Dit was de Nordstranders zelf niet gelukt. Zo ontstonden in 1654 Friedrichskoog (Frederikspolder), in 1657 de Marie-Elisabeth-Koog (of Osterkoog) (Maria-Elisabethpolder), in 1663 de Trendermarschkoog/polder en in 1692 (na een lange strijd tussen 24 gegadigden) de Nieuwe polder/Koog. Voordat echter de door de polders beschermde kwelders bedijkt konden worden, maakte een serie stormvloeden tussen 1717 en 1720 de beveiliging van de polders zelf urgent. Daarom werd eerst de naar koning Christiaan VI van Denemarken genoemde Christiaanskoog van 570 ha door de Nederlanders voltooid. In 1751 vernielde een stormvloed de dijken. De Nederlanders waren inmiddels geruïneerd en verkochten hun bezit aan de numeriek sterker geworden plaatselijke bevolking, die echter de middelen niet had om een nieuwe polder te winnen.
In 1768 verwierf de Deense bankier Jean Henri Desmercières  het recht, de Christianpolder opnieuw in te richten. Hij verwierf daarmee de oude privileges voor hem en voor zijn erfgenamen. Een koninklijk besluit van 1771 breidde de voorrechten verder uit. Desmercières liet een nieuwe, aan de zeekant vlak oplopende, dijk aanleggen en noemde de polder naar zijn echtgenote, Elisabeth Sophie, gravin van Friis (1717-1799). In 1770 vond hij kopers en pachters voor het nieuwe land, waar zich vanaf juni 1771 mensen konden vestigen. Hij legde riolering en wegen aan. Voornamelijk oude families van Nordstranders vestigden zich er opnieuw, omdat volgens het privilege zelfbestuur was toegestaan. Deze uitzonderingstoestand is nog steeds van kracht.
In 1825 braken de dijken door bij een stormvloed en kwamen de polders van Nordstrand onder water te staan. De dijk van Desmercières hield echter stand, en andere dijken werden nu met hetzelfde vlakke profiel opnieuw aangelegd. Om de hoge kosten te dragen probeerde de vertegenwoordiger van de koning de Elisabeth-Sophia-Koog lid te maken van het waterschap, maar de erfgenamen van Desmercières verdedigden hun voorrechten voor de rechtbank met succes.
In 1895 stelde de gemeente Nordstrand samenvoeging voor met Elisabeth-Sophien-Koog, dat door de ligging minder kosten had voor het onderhoud van de dijken. Ook dit werd echter afgewezen. Pas in 1957 werd de Elisabeth-Sophien-Koog lid van het waterschap.

## Politiek
Omdat de gemeente minder dan 70 inwoners heeft, is er geen gemeenteraad, maar komt er een volksvergadering van alle burgers bij elkaar voor gemeentezaken.

## Varia
Elisabeth-Sophien-Koog is nogal afgelegen  en is in feite alleen per eigen vervoer,  via kleine landweggetjes,  bereikbaar.
Er is een camping aan zee in Elisabeth-Sophien-Koog. In een van de boerderijen van de gemeente is een stoeterij van zogenaamde Friese paarden  gevestigd.
De vroegere minister-president van Sleeswijk-Holstein, Peter Harry Carstensen, is in 1947 in Elisabeth-Sophien-Koog geboren en woont daar nog steeds.
Achtrup ·
Ahrenshöft ·
Ahrenviöl ·
Ahrenviölfeld ·
Alkersum ·
Almdorf ·
Arlewatt ·
Aventoft ·
Bargum ·
Behrendorf ·
Bohmstedt ·
Bondelum ·
Bordelum ·
Borgsum ·
Bosbüll ·
Braderup ·
Bramstedtlund ·
Bredstedt ·
Breklum ·
Dagebüll ·
Drage ·
Drelsdorf ·
Dunsum ·
Elisabeth-Sophien-Koog ·
Ellhöft ·
Emmelsbüll-Horsbüll ·
Enge-Sande ·
Fresendelf ·
Friedrich-Wilhelm-Lübke-Koog ·
Friedrichstadt ·
Galmsbüll ·
Garding ·
Garding, Kirchspiel ·
Goldebek ·
Goldelund ·
Gröde ·
Grothusenkoog ·
Haselund ·
Hattstedt ·
Hattstedtermarsch ·
Högel ·
Holm ·
Hooge ·
Hörnum (Sylt) ·
Horstedt ·
Hude ·
Humptrup ·
Husum ·
Immenstedt ·
Joldelund ·
Kampen (Sylt) ·
Karlum ·
Katharinenheerd ·
Klanxbüll ·
Klixbüll ·
Koldenbüttel ·
Kolkerheide ·
Kotzenbüll ·
Ladelund ·
Langeneß ·
Langenhorn ·
Leck ·
Lexgaard ·
List ·
Löwenstedt ·
Lütjenholm ·
Midlum ·
Mildstedt ·
Nebel ·
Neukirchen ·
Nieblum ·
Niebüll ·
Norddorf auf Amrum ·
Norderfriedrichskoog ·
Nordstrand ·
Norstedt ·
Ockholm ·
Oevenum ·
Oldenswort ·
Oldersbek ·
Olderup ·
Oldsum ·
Ostenfeld (Husum) ·
Oster-Ohrstedt ·
Osterhever ·
Pellworm ·
Poppenbüll ·
Ramstedt ·
Rantrum ·
Reußenköge ·
Risum-Lindholm ·
Rodenäs ·
Sankt Peter-Ording ·
Schwabstedt ·
Schwesing ·
Seeth ·
Simonsberg ·
Sollwitt ·
Sönnebüll ·
Sprakebüll ·
Stadum ·
Stedesand ·
Struckum ·
Süderende ·
Süderhöft ·
Süderlügum ·
Südermarsch ·
Sylt ·
Tating ·
Tetenbüll ·
Tinningstedt ·
Tönning ·
Tümlauer-Koog ·
Uelvesbüll ·
Uphusum ·
Utersum ·
Viöl ·
Vollerwiek ·
Vollstedt ·
Welt ·
Wenningstedt-Braderup (Sylt) ·
Wester-Ohrstedt ·
Westerhever ·
Westre ·
Winnert ·
Wisch ·
Witsum ·
Wittbek ·
Wittdün auf Amrum ·
Witzwort ·
Wobbenbüll ·
Wrixum ·
Wyk auf Föhr